# Richard Hanssen
Richard Hanssen (* 24. August 1864 in Travemünde; † 10. Dezember 1945 in Hamburg) war ein deutscher Augenarzt und Hochschullehrer in Hamburg.

## Leben
Der Arztsohn legte 1884 das Abitur am Katharineum zu Lübeck ab und studierte Medizin in Zürich, Freiburg i. B., Kiel, Berlin und Würzburg. 1885 wurde er Mitglied des Corps Holsatia. 1889 wurde er in Kiel als Arzt approbiert und zum Dr. med. promoviert. 1892/93 war er Assistenzarzt am Allgemeinen Krankenhaus Hamburg-Eppendorf. 1894 ließ er sich als Augenarzt in Hamburg nieder. Gleichzeitig war er Leiter der Augenklinik an der Poliklinik des Vaterländischen Frauen-Hilfs-Vereins. Er engagierte sich u. a. als Schularzt, war 1904 Gründungsmitglied der Vereinigung für Schulgesundheitspflege zu Hamburg, trat 1906 in den Ärztlichen Verein Hamburg sowie den Verein der Spezialärzte von Hamburg-Altona ein und war Mitglied der Deutschen Ophthalmologischen Gesellschaft. Die Anstellung von Schulärzten und regelmäßige Schuluntersuchungen in Hamburg gingen u. a. auf deren Initiative zurück. Von 1914 bis 1931 war er Leitender Oberarzt der Augenabteilung  im AK Barmbek. Er habilitierte sich 1921 und wurde Privatdozent an der Universität Hamburg. 1927 wurde ihm der Titel des Professors verliehen. Er unterzeichnete 1933 das Bekenntnis der deutschen Professoren zu Adolf Hitler und 1934 trat er in den NS-Dozentenbund ein.

## Publikationen (Auswahl)
- Die Augenklinik zu Kiel. Dissertation. Kiel 1889.
- Über Hornhautverfärbung. In: Klinische Monatsblätter für Augenheilkunde. 1913.
- Zur Frage der Stumpfbildung nach Enucleatio oder Exenteratio bulbi. In: Zeitschrift für Augenheilkunde. Band 34, 1915.
- Beitrag zur Histologie des Glaukoms. In: Klinisches Monatsblatt für Augenheilkunde. 1919.
- Beitrag zur Histologie des myopischen Auges, insbesondere zur Lückenbildung in der Retina und Entstehung der Netzhautablösung. In: Klinisches Monatsblatt für Augenheilkunde. 1919
- Zur Frage der Glashaut-Drusen der Aderhaut. In: Centralblatt für praktische Augenheilkunde. Band 43, 1919.
- Drei Fälle von „"Pseudotumor“ des Auges, mit Beiträgen von seltener Befunde myoptischer Veränderungen und zur Frage der Retinitis exudativa Coats. In: Klinisches Monatsblatt für Augenheilkunde. 1920.
- Zur Genese der Retinitis nephritica. In: Klinisches Monatsblatt für Augenheilkunde. 1921.
- Zur Genese der Myopie. In: Klinisches Monatsblatt für Augenheilkunde. 1921.
- Stumpfbildung nach operativer Entfernung des Auges. In: Klinisches Monatsblatt für Augenheilkunde. 1922.
- Über Vitiligo. In: Internationale Zeitschrift für Augenheilkunde. Band 56, 1925.
- Zur Operation der partiellen Trichiasis. In: Klinisches Monatsblatt für Augenheilkunde. 1927.
- Zur Frage der Retinitis nephritica. In: Klinische Monatsblätter für Augenheilkunde.er 1931.
- Inclusión en gelatina y tinción por el sudán. In: Archivos de oftalmologia Hispano-Americanos. Band 32, 1932.